# Lunca Cernii de Jos
Lunca Cernii de Jos è un comune della Romania di 931 abitanti, ubicato nel distretto di Hunedoara, nella regione storica della Transilvania.
Il comune è formato dall'unione di 8 villaggi: Ciumița, Fântâna, Gura Bordului, Lunca Cernii de Jos, Lunca Cernii de Sus, Meria, Negoiu, Valea Babii.